# ETR 450
El ETR 450 es un tren italiano producido por Fiat Ferroviaria (actualmente Alstom) y en servicio comercial desde mediado de 1988 en la línea Roma- Milán de la red ferroviaria italiana. Su característica principal es la capacidad de bascular en las curvas para compensar la fuerza centrífuga y poder tomarlas a mayor velocidad. Es uno de los trenes denominados Pendolino
Puede ser considera la segunda generación de los trenes tipo Pendolino ya que es la evolución directa de su predecesor el ETR 401 (primer tren en el mundo con centro de gravedad basculante en uso comercial en el mundo) y del prototipo ETR Y 0160. Cada tren está compuestos por 9 unidades.
Puede alcanzar una velocidad máxima de 250 km/h y utiliza grupos de motores distribuidos a lo largo de todo el tren y alimentado por corriente continua de 3000 V. Con la puesta en uso comercial de los ETR 450 Italia fue uno de los primeros países del mundo en tener servicios ferroviarios que circulaban a más de 200 km/h.
Asimismo permitió la reducción del tiempo de viaje entre Roma y Milán (las dos ciudades más importantes de Italia) de 4:55 h (tiempo utilizado por los servicios Intercity más veloces) a 3:58 h.

## Actualidad
Actualmente se utiliza en las líneas Roma-Bari, Savona-Roma y Roma-Ancona-Rimini. Su uso en la línea Roma-Milán finalizó en enero de 2007.
A causa de la dificultad para reparar los sistemas giroscópicos que permiten pendular a los trenes, se prefirió desactivar los mismos. Esta cuestionada decisión anuló la característica fundamental por la cual fueron construidos estos trenes. Como consecuencia de esto la velocidad máxima fue limitada a 200 km/h.

## Características técnicas

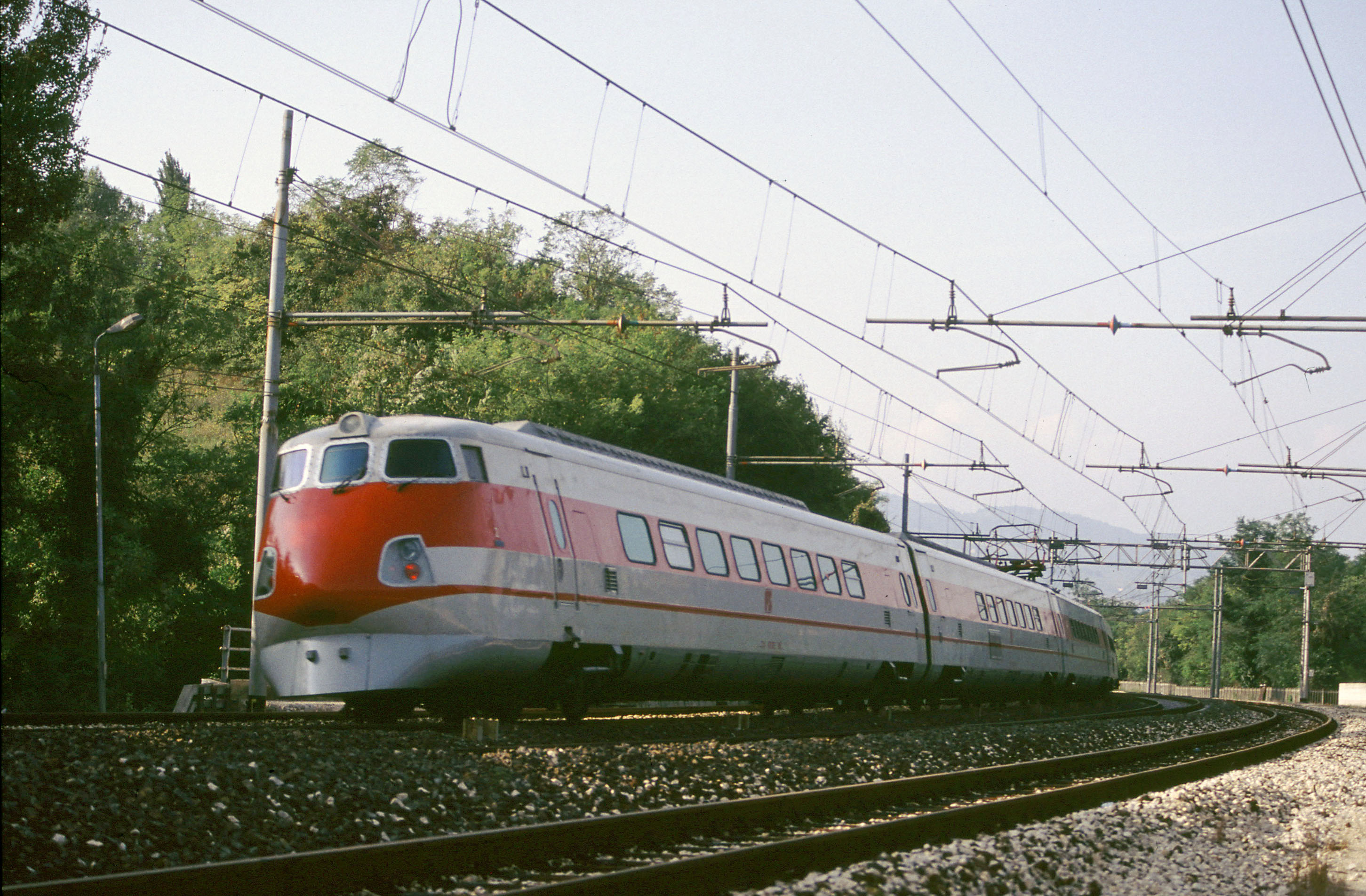
Pendolino en cercanías de Monzuno,Italia.

- Año de construcción: entre 1987 y 1992
- Velocidad máxima comercial: 250 km/h
- Ángulo máximo de inclinación: 8º
- Número total de asientos: 390 (220 en segunda clase y 170 en primera clase)

Técnicamente fue superado por la tercera generación de trenes Pendolino que entraron en servicio comercial en la década de 1990 (ETR 460 y ETR 480).